# 우리 생애 나날들
《우리 생애 나날들》(영어: Days of our Lives)은 NBC에서 1965년 11월 8일부터 2022년 9월 9일까지 방영되었으며 2022년 9월 12일부터는 피콕에서 방영되고 있는 미국의 연속극이다. 약어는 Days 혹은 DOOL이다.

## 출연진
성 A-Z
- 크리스티나 애플게이트 (1972)
- 크리스천 앨폰소 (1983-87, 1990, 1994-2020, 2023, 2024)
- 맥도널드 케리 (1965-94)
- 패치 피즈 (1984-92, 1994, 1996-98, 2002-04, 2008, 2010, 2013-16)